# Старое Семёновское (Тверская область)
Старое Семёновское — деревня в Калининском районе Тверской области. Относится к Эммаусскому сельскому поселению.
Расположена восточнее Твери, на правом берегу Волги. Река Инга отделяет деревню от села Новое Семёновское.
Западнее деревни запроектирован мостовой переход через Волгу на скоростной автомагистрали Москва — Санкт-Петербург (Северный обход Твери).

## История
В старину было селом Семёновским с церковью, пока новую церковь после пожара не построили за рекой Ингой. Впоследствии вокруг храма образовалось село Новое Семёновское, а старая часть стала деревней Старое Семёновское.
В 2002 году — 11 постоянных жителей.